# 杨世光 (海军)
杨世光（1956年8月—），浙江宁海人，中国人民解放军海军中将。

## 生平
1974年12月参加中国人民解放军，1976年11月加入中国共产党。曾任班长、文书、干事、驱逐舰政委、护卫舰大队政委、机关处长。2008年8月，任海军航空工程学院政委。至迟在2013年3月，接替改任南海舰队航空兵政委的刘明利，任东海舰队政治部主任。2014年12月，任海军政治部主任。2016年，任海军政治工作部主任。
2010年7月，晋升海军少将军衔。2016年7月，晋升中国人民解放军中将军衔。
2017年4月，香港媒体报道，海军政治工作部主任杨世光中将因涉嫌严重违纪，于四月初接受中央军委纪委调查。